# The Understanding (Memphis Bleek)
The Understanding è il secondo album del rapper statunitense Memphis Bleek, pubblicato il 5 dicembre del 2000. Distribuito dalle etichette Def Jam e Roc-A-Fella, oltre che dalla Get Low Records, label di proprietà dello stesso Memphis Bleek, l'album vede la collaborazione di artisti come Jay-Z e Beanie Sigel. Prodotto da Jay-Z, Damon Dash e Kareem Burke, il disco vede alle produzioni, tra gli altri, anche Just Blaze e Timbaland.
L'8 gennaio 2001 la RIAA lo certifica disco d'oro.
The Understanding riceve recensioni miste: per USA Today l'album è da 2 stelle su 4, il Los Angeles Times lo vota con 3 stelle su 4, HipHopDX.com gli assegna tre stelle e mezzo su 5, RapReviews gli dà 7.5/10, secondo AllMusic e Rolling Stone invece il disco vale tre stelle su cinque.

## Tracce
1. Intro (U Know Bleek) – 1:51 (musica: Just Blaze)
2. Do My... (featuring Jay-Z) – 3:39 (musica: A Kid Called Roots)
3. I Get High – 3:39 (musica: T.T.)
4. We Get Low – 2:05 (musica: Just Blaze)
5. Change Up (featuring Beanie Sigel & Jay-Z) – 4:05 (musica: Robert Kirkland)
6. My Mind Right (Remix) (featuring Beanie Sigel, H. Money Bags, & Jay-Z) – 4:05 (musica: DJ Twinx)
7. Hustlers (featuring Beanie Sigel) – 4:11 (musica: Jose Batiz)
8. All Types of Shit – 3:48 (musica: Eddie Scoresazy)
9. PYT (featuring Jay-Z & Amil) – 3:58 (musica: Robert Kirkland)
10. Bounce Bitch – 3:33 (musica: Lofey)
11. They'll Never Play Me – 3:39 (musica: Just Blaze)
12. Everyday (featuring Carl Thomas) – 4:12 (musica: EZ Elpee)
13. Is That Your Chick (The Lost Verses) (featuring Jay-Z, Missy Elliott & Twista) – 4:54 (musica: Timbaland)
14. In My Life – 4:08 (musica: Just Blaze)

Durata totale: 51:47

## Classifiche

### Classifiche settimanali
| Classifica (2000)         | Posizione massima |
| ------------------------- | ----------------- |
| Stati Uniti               | 16                |
| US Top R&B/Hip-Hop Albums | 1                 |
| US Top Album Sales        | 16                |

### Classifiche di fine anno
| Classifica (2000)         | Posizione massima |
| ------------------------- | ----------------- |
| Stati Uniti               | 124               |
| US Top R&B/Hip-Hop Albums | 33                |